# Club de Grabado de Porto Alegre
El Club de Grabado fue un grupo de artistas de Porto Alegre, Brasil, formado en la década de 1950, que desempeñó un importante papel en la renovación de las artes gráficas del estado de Río Grande del Sur con repercusión nacional.
Sus fundadores fueron Carlos Scliar y Vasco Prado que conocieron al grabador Leopoldo Mendez en París en 1948, organizador del Taller de Gráfica Popular en México, y, a su regreso a Brasil, iniciaron un proyecto similar al que pronto se unieron Glênio Bianchetti, Glauco Rodrigues, Carlos Mancuso, Danúbio Gonçalves y Edgar Koetz, entonces radicados en Buenos Aires.
Adoptaron un enfoque social del grabado - una técnica fácil y barata accesible al pueblo llano- siguiendo los principios del realismo socialista con obras figurativas inmediatamente identificables con el universo de las clases bajas, especialmente el gaúcho, pero no descuidaron las cualidades puramente estéticas de esta producción comprometida.